# Elliot Page
Elliot Page, korábban Ellen Page (Halifax, Új-Skócia, Kanada, 1987. február 21. –) kanadai színész, rendező és producer. 
Elsőként a Pit Pony (1997-2000) című kanadai franchise-ban való szereplésével vált ismertté, ezért a szerepéért Young Artist Awardra jelölték. Áttörését a Cukorfalat című filmben való szereplése hozta, amiért megkapta az austini filmkritikusok egyesületének díját, illetve jelölték Empire-díjra is. Alakítását a 2007-es Juno című filmben, amelyben a címszerepet játszotta, különösen nagyra méltatták a filmkritikusok, jelölték Oscar-díjra, két BAFTA-díjra, egy Golden Globe-díjra, egy Critics' Choice-díjra és Screen Actors Guild-díjra is.
Ezen kívül szerepelt az X-Men: Az ellenállás vége (2006),The Tracey Fragments (2007), Whip It (2009), Super (2010), Eredet (2010), X-Man: Az eljövendő múlt napjai és Tallulah (2016) című filmekben, illetve producere és főszereplője volt a 2015-ös A nő, akit szerettem című filmnek. Első rendezése a Gaycation című dokumentumfilm-sorozat (2016-2017) volt, amiért két Primetime Emmy-díjra jelölték. Ezen kívül ő szinkronizálta a 2013-as Beyond: Two Souls videójáték főszereplőjét, amiért BAFTA Games-díjra jelölték. 2019 óta Vanya Hargreeves karakterét alakítja Az Esernyő Akadémia című Netflix-sorozatban.
Page 2014 februárjában coming outolt nyilvánosan leszbikusként, 2020 decemberében pedig transzneműként. 2021 márciusában ő lett az első nyíltan transznemű férfi, aki szerepelt a Time magazin címlapján.

## Élete és pályafutása
Page az új-skóciai Halifaxban született 1987. február 21-én, Martha Philpotts, egy tanár, és Dennis Page, egy grafikus tervező gyermekeként. Szüleitől az Ellen nevet kapta. Miután elvégezte a középiskolát, a torontói Vaughan Road Academy tanulója volt az INTERACT program résztvevőjeként, amely a művészetekkel vagy sportokkal komolyan foglalkozó diákoknak szólt. 
Színészi karrierjét tízévesen kezdte a Pit Pony című tévéfilmmel, amit sorozatverzió is követett. Ezután több szerephez jutott kisebb kanadai filmekben és sorozatokban. 16 évesen választották ki a Mount to Mouth című európai független film főszerepére.
Kritikai sikert először a 2005-ben bemutatott, és a következő évben a magyar mozikban is vetített Cukorfalattal ért el. Játékáról azt írták, „az év egyik legösszetettebb, legfelkavaróbb és legemlékezetesebb alakítása”. A 2007-es, a kritika által végletekig magasztalt Juno főszerepével még ennél is nagyobb elismerésre tett szert; az egyik vezető kritikus szerint Page „ijesztően tehetséges”. Ugyanerre az évre további három, egyelőre csak filmfesztiválokon vetített alkotás szerepel filmográfiájában: az An American Crime, ami Sylvia Likens igaz történetén alapszik, s amelynek ősbemutatója a 2007-es Sundance Filmfesztiválon volt; a The Tracy Fragments, amelyben egy Borderline személyiségzavaros 15 éves lányt alakít; illetve a Margaret Laurence regénye alapján készült The Stone Angel. Ő alakította és adta hangját Jodie Holmes-nak, a 2013-ban megjelent Beyond: Two Souls című videójáték főszereplőjének.
Page 2014-ben Valentin-napon, a Las Vegasban megrendezett Time to Thrive elnevezésű, fiataloknak szóló LGBT konferencián bejelentette, hogy meleg. "Belefáradtam az örökös bujkálásba és a hazudozásba. Évek óta szenved a lelkem, szenved a mentális egészségem és szenvedek az emberi kapcsolataimmal."
2020. december 1-én Twitter oldalán egy levélben tette nyilvánossá, hogy transznemű és hogy megváltoztatta nevét Elliot Page-re.

## Filmográfia

### Film
| Év   | Magyar cím                                         | Eredeti cím                | Szerep                         | Magyar hang        |
| ---- | -------------------------------------------------- | -------------------------- | ------------------------------ | ------------------ |
| 2002 |                                                    | Marion Bridge              | Joanie                         |                    |
| 2002 |                                                    | Touch & Go                 | Trish                          |                    |
| 2003 | Bejön ez a srác                                    | Love That Boy              | Suzanna                        |                    |
| 2004 |                                                    | Wilby Wonderful            | Emily Anderson                 |                    |
| 2005 | Cukorfalat                                         | Hard Candy                 | Hayley Stark                   | Molnár Ilona       |
| 2005 | Szócsövek                                          | Mouth to Mouth             | Sherry                         |                    |
| 2006 | X-Men: Az ellenállás vége                          | X-Men: The Last Stand      | Kitty Pryde                    | Zsigmond Tamara    |
| 2007 | An American Crime: Bűnök                           | An American Crime          | Sylvia Likens                  | Pekár Adrienn      |
| 2007 | Juno                                               | Juno                       | Juno MacGuff                   | Bogdányi Titanilla |
| 2007 |                                                    | The Tracey Fragments       | Tracey Berkowitz               |                    |
| 2007 | Egy asszony élete                                  | The Stone Angel            | Arlene Simmons                 |                    |
| 2008 | Zseni az apám                                      | Smart People               | Vanessa Wetherhold             | Molnár Ilona       |
| 2009 | Hajrá Bliss!                                       | Whip It                    | Bliss Cavendar / Babe Ruthless | Csuha Borbála      |
| 2010 |                                                    | Peacock                    | Maggie Bailey                  |                    |
| 2010 | Eredet                                             | Inception                  | Ariadne                        | Bogdányi Titanilla |
| 2010 | Super                                              | Super                      | Libby / Boltie                 | Bogdányi Titanilla |
| 2012 | Rómának szeretettel                                | To Rome with Love          | Monica                         |                    |
| 2013 | A Kelet                                            | The East                   | Izzy                           | Bogdányi Titanilla |
| 2013 | Érzések és érintések                               | Touchy Feely               | Jenny                          | Gáspár Kata        |
| 2014 | X-Men: Az eljövendő múlt napjai                    | X-Men: Days of Future Past | Kitty Pryde                    | Zsigmond Tamara    |
| 2015 |                                                    | Into the Forest            | Nell                           |                    |
| 2015 | A nő, akit szerettem                               | Freeheld                   | Stacie Andree                  | Bogdányi Titanilla |
| 2016 | Tallulah                                           | Tallulah                   | Tallulah                       |                    |
| 2016 | Window Horses – Rosie Ming lírai utazása Perzsiába | Window Horses              | Kelly (hangja)                 |                    |
| 2016 | Életem Cukkiniként                                 | My Life as a Zucchini      | Rosy (angol szinkron)          | Sipos Eszter Anna  |
| 2017 |                                                    | My Days of Mercy           | Lucy Moro                      |                    |
| 2017 | A gyógyultak                                       | The Cured                  | Abbie                          |                    |
| 2017 | Egyenesen át                                       | Flatliners                 | Courtney Holmes                | Bogdányi Titanilla |
| 2023 |                                                    | Close to You               | Sam                            |                    |
| 2026 |                                                    | The Odyssey                | ismeretlen szerep              |                    |

Rövid és dokumentumfilmek
- The Wet Season (2002) – Jocelyn (rövidfilm)
- Vanishing of the Bees (2009) – Narrátor (dokumentumfilm)
- Tiny Detectives (2014) – Ellen nyomozó (rövidfilm)
- There's Something in the Water (2019) – Önmaga (dokumentumfilm)[19][20]
- Into My Name (2022) (dokumentumfilm)[21]

### Televízió
| Év        | Magyar cím                       | Eredeti cím                               | Szerep                     | Megjegyzés                                                                                                 |
| --------- | -------------------------------- | ----------------------------------------- | -------------------------- | --- |
| 1997      |                                  | Pit Pony                                  | Maggie Maclean             | tévéfilm                                                                                                   |
| 1999–2000 | A MacLean család                 | Pit Pony                                  | Maggie Maclean             | főszereplő                                                                                                 |
| 2002      |                                  | Trailer Park Boys                         | Treena Lahey               | 5 epizód                                                                                                   |
| 2002      |                                  | Rideau Hall                               | Helene                     | 1 epizód                                                                                                   |
| 2003      | Hajléktalanul a Harvardon        | Homeless to Harvard: The Liz Murray Story | Lisa fiatalon              | tévéfilm                                                                                                   |
| 2003      | Átokjáték – Mindent kockára téve | Going For Broke                           | Jennifer Bancroft          | tévéfilm                                                                                                   |
| 2003      | A macska szelleme                | Ghost Cat                                 | Natalie Merritt            | tévéfilm                                                                                                   |
| 2004      | Modern kísértet                  | I Downloaded a Ghost                      | Stella Blackstone          | tévéfilm                                                                                                   |
| 2004      |                                  | ReGenesis                                 | Lilith Sandström           | 8 epizód                                                                                                   |
| 2008      | Saturday Night Live              | Saturday Night Live                       | Önmaga (házigazda)         | 1 epizód                                                                                                   |
| 2009      | A Simpson család                 | The Simpsons                              | Alaska Nebraska (hangja)   | 1 epizód                                                                                                   |
| 2011      |                                  | Glenn Martin, DDS                         | Robot asszisztens (hangja) | 1 epizód                                                                                                   |
| 2011      |                                  | Tilda                                     | Carolyn                    | próbaepizód                                                                                                |
| 2012      | Family Guy                       | Family Guy                                | Lindsey (hangja)           | 1 epizód                                                                                                   |
| 2013      |                                  | Out There                                 | Amber (hangja)             | 1 epizód                                                                                                   |
| 2016–2017 |                                  | Gaycation                                 | Önmaga (házigazda)         | - dokumentum sorozat - vezető producer is                                                                  |
| 2019–2024 | Az Esernyő Akadémia              | The Umbrella Academy                      | Viktor / Vanya Hargreeves  | - főszereplő - magyar hangja: - Bogdányi Titanilla (3. évad 1. részig) - Nagy Gereben (3. évad 2. résztől) |
| 2019      | San Franciscó-i történetek       | Tales of the City                         | Shawna Hawkins             | főszereplő                                                                                                 |
| 2024      |                                  | Ark: The Animated Series                  | Victoria Walker (hangja)   | főszereplő                                                                                                 |